# 高倫麗脂鯉
高倫麗脂鯉，為輻鰭魚綱脂鯉目脂鯉亞目脂鯉科的其中一個種，為熱帶淡水魚，分布於南美洲巴西帕拉伊索戈亞斯州及戈亞斯州淡水流域，體長可達7.2公分，棲息在水質清澈、植被生長、岩石底職的溪流水域，屬雜食性，以昆蟲、有機碎屑等為食，生活習性不明。

## 扩展阅读
維基物種上的相關：高倫麗脂鯉